# Escut d'Eslida
L'escut d'Eslida és un símbol representatiu oficial d'Eslida, municipi del País Valencià, a la comarca de la Plana Baixa. Té el següent blasonament:
| « | Escut quadrilong de punta redona. En camp de gules, una torre torrejada d'or, maçonada i aclarida de sable i terrassada de sinople. Al timbre, corona reial oberta. | » |

## Història
L'escut fou aprovat per Resolució de 26 de març de 2012, del conseller de Presidència, publicada al DOGV núm. 6.750, de 10 d'abril de 2012.
La torre de l'escut fa referència al castell d'Eslida, les ruïnes del qual dominen el poble des de dalt d'un turó.
A l'Arxiu Històric Nacional es conserven les empremtes de dos segells en tinta d'Eslida de 1876, de l'Ajuntament i de l'Alcaldia, on ja hi apareixen les armories de la població.

Segell de l'Ajuntament (AHN, 1876).
Segell de l'Alcaldia (AHN, 1876).